# Union Canal (Schottland)

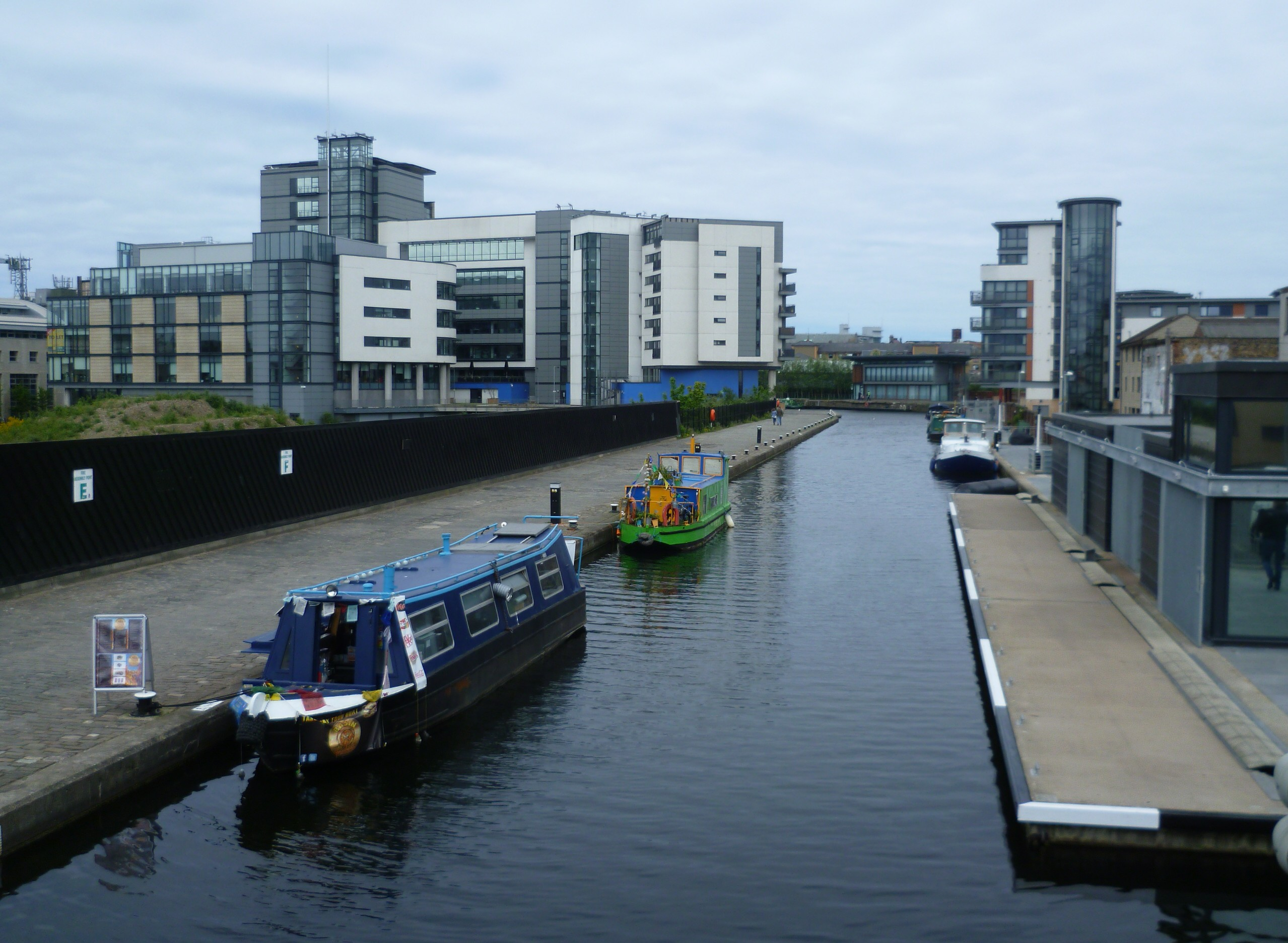
Der Union Canal in Edinburgh

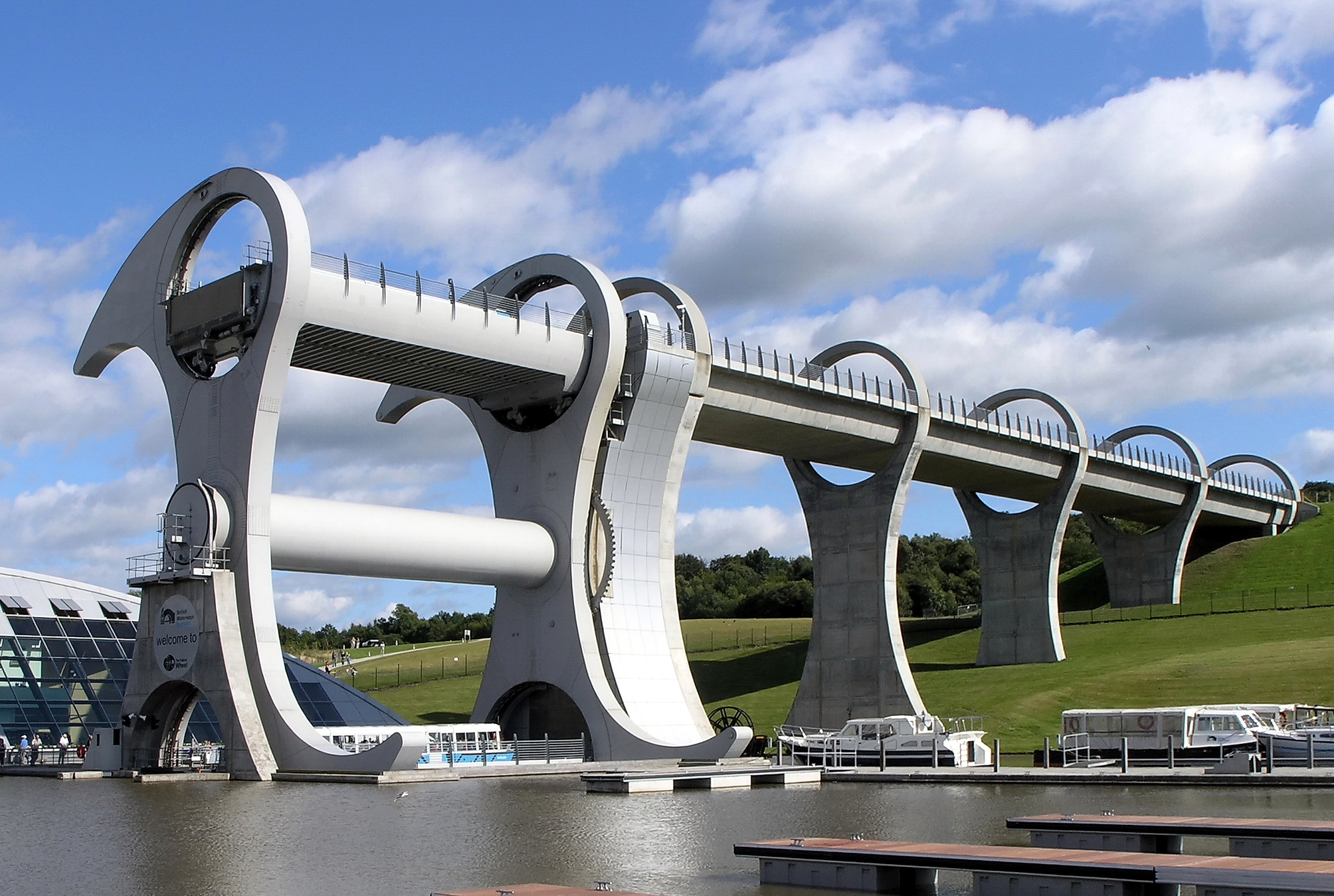
Das Falkirk Wheel nahe der Kreuzung mit dem Forth and Clyde Canal

Der Union Canal ist ein Schifffahrtskanal in Schottland. Er zweigt am Falkirk Wheel vom Forth and Clyde Canal ab und führt von dort nach Edinburgh.

## Geschichte

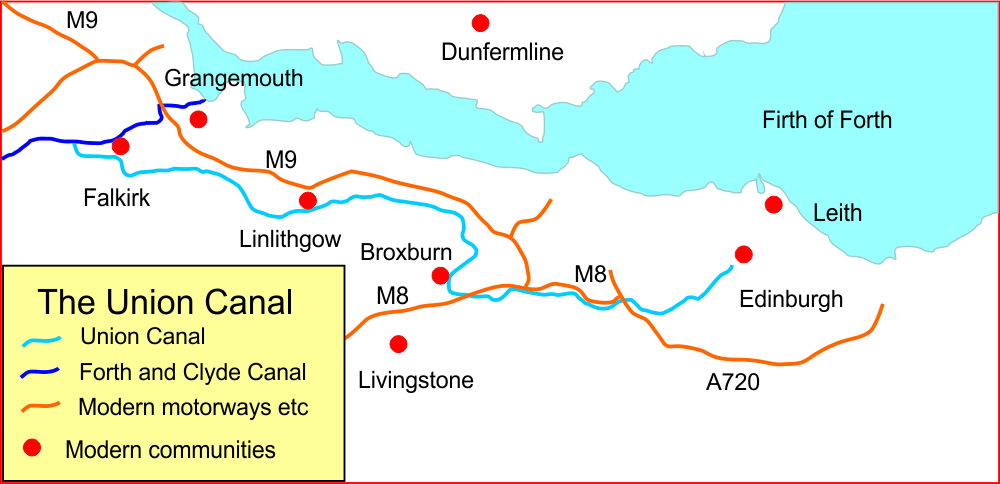
Karte des Forth an Clyde Canal und des Union Canal

Der Bau des Union Canal wurde im Jahr 1817 begonnen, um die Hauptstadt Edinburgh an den Forth and Clyde Canal anzubinden, der Zentral-Schottland zwischen den Flüssen Clyde und Forth durchquert. Im Jahre 1822 erfolgte die Eröffnung. Haupttransportgüter waren Baumaterialien und Kohle in Richtung der wachsenden Hauptstadt Edinburgh. In Gegenrichtung war die Auslastung der Kanalboote hingegen gering. Bereits 1842 wurde die Eisenbahn zwischen Glasgow und Edinburgh eröffnet, welche eine starke Konkurrenz zur Kanalschifffahrt darstellte. Schon 1848 wurde der Passagierverkehr auf dem Kanal eingestellt. Die Anlage verfiel immer mehr, in den 1930er Jahren wurde die Schleusentreppe in Falkirk abgebrochen und verfüllt, womit der Kanal verkehrstechnisch abgeschnitten war. Im Jahre 1965 wurde der nicht mehr durchgängig befahrbare Kanal offiziell für aufgelassen erklärt.
In den 1990er Jahren setzte ein Umdenken ein, die historischen Kanalstrecken zu erhalten, zu revitalisieren und einer öffentlichen touristischen Nutzung zuzuführen. Im Rahmen des Projektes Millenium Link wurden der Forth and Clyde Canal und der Union Canal restauriert und wieder durchgängig befahrbar hergestellt. Im Jahre 2001 wurde die obere Kanalstrecke eröffnet, seit der Eröffnung des Falkirk Wheel im Mai 2002 ist der Kanal nach fast sieben Jahrzehnten wieder mit dem Forth and Clyde Canal verbunden.

## Verlauf und Abmessungen
Bei dem Kanal handelt es sich um einen Stichkanal. Er folgt als „Konturkanal“ der Geländekontur immer an der gleichen Höhenlinie und kommt daher auf einem Großteil seines Verlaufes, nachdem er an seinem westlichen Anfang schnell die Höhe seiner Scheitelhaltung erreicht hat, mit sehr wenigen Schleusen aus. Er beginnt an der Abzweigung vom Forth and Clyde Canal (hier), danach folgen unmittelbar die Einfahrtsschleuse ins Vorhafenbecken und das Hebewerk Falkirk Wheel, welches einen Höhenunterschied von 24 m überwindet. Unmittelbar nach dem Falkirk Wheel folgt eine Trogbrücke und der Rough Castle Tunnel, der den Antoninuswall unterquert. Nach der Tunnelausfahrt wendet sich der Kanal nach Osten. Hier ist gleich noch eine Doppelschleuse (Falkirk Wheel Top Locks 1 und 2) aufwärts zu passieren, bevor bereits die Scheitelhaltung erreicht ist, die sich ohne weitere Schleusen bis zum Kanalende in Edinburgh hinzieht. Dieser Aufstieg wurde ab der historischen Eröffnung bis in die 1930er Jahre von einer Schleusentreppe mit elf Schleusen – in der Nähe des heutigen Standortes des Falkirk Wheel – bewerkstelligt, die auf 1,5 Kilometer Strecke 33,50 m Höhenunterschied überwunden haben. Noch im Stadtgebiet von Falkirk folgt der 633 m lange Falkirk Tunnel. An der Grenze der Council Areas Falkirk und West Lothian überquert der Kanal auf dem 247 m langen Avon Aqueduct, einer Kanalbrücke, den Fluss Avon. Der Almond Aqueduct überführt den Union Canal über den Fluss Almond an der Grenze zwischen den Council Areas West Lothian und Edinburgh. Der Kanal endet heute am Lochrin Basin im als Edinburgh Quai bezeichneten Stadtquartier im Stadtteil Lochrin südwestlich der Altstadt (hier).
Der Kanal ist heute ca. 50 km lang. Er ist für die typischen Narrowboats ausgelegt.